# 스타덤 엔터테인먼트
스타덤 엔터테인먼트(Stardom Entertainment) 또는 이전 명칭인 브랜뉴 스타덤(Brand New Stardom)은 조PD가 CEO로 있는 대한민국의 힙합 레이블이다.
본래 Rhymer가 운영하던 Brand New Production에 조PD가 합류하면서 Brand New Stardom으로 탈바꿈하였으며, 초창기 멤버들은 Brand New Production에 소속되어 있던 가수들이 대부분이었다. 그 당시에 서울특별시 강남구 역삼동을 사옥으로 설정하였다.
2011년 9월 라이머가 브랜뉴 뮤직(Brand New Music)을 설립하고 나간 후로 조PD가 Brand New Stardom을 이끌었으며, 2012년 STARDOM이라는 명칭으로 변경하였다. 2015년에는 후너스 엔터테인먼트의 인수합병에 의해 STARDOM 회사가 해체되었다.

## 역사

### 초창기
과거 Stardom에서 출발한 Future Flow를 운영하던 조PD는, 힙합을 계속할 것인지 여부를 두고 고심하던 중 Brand New Production을 운영하던 Rhymer와 뜻을 같이 하기로 하면서 2009년 하반기 대형 힙합 레이블 Brand New Stardom을 설립한다. 첫 공식 발표는 2009년 9월 말이었으나 이미 9월 4일 방송된 슈퍼스타 K 7회에서 브랜뉴스타덤 대표로 소개된 강호경이 조PD와 Rhymer의 회사에서 나왔음을 소개하는 부분이 있었다.
처음 Brand New Stardom은 기존 Brand New Production의 멤버가 대거 기용되는 등 Brand New Production이 탈바꿈한 모습을 띠었으며, 설립 4개월 정도 되던 무렵 내부 인사 조정과 함께 조PD가 경영자로 합류하였다. Brand New Stardom이 처음 주목을 받은 것은 슈퍼스타 K 시즌 1에 출연한 정슬기가 캐스팅되면서부터였으며, 2010년에는 조PD와 디스하는 사이였던 Verbal Jint가 합류하면서 힙합 팬들의 주목도 받았다. 2010년 8월에는 레이블 Brand Single 《꿈꾸는 자를 위한 시》를 내놓았다. Brand Single은 원래 시리즈물로 기획되었으나 현재까지는 첫 번째 싱글만 나와 있으며, Brand New Music의 분리 및 내부 사정으로 무산된 것으로 보인다.
한편, 이에 앞서 Brand New Stardom은 가요계 공략을 위한 아이돌 그룹을 준비하기 시작했는데, 이 아이돌 그룹은 정통 힙합을 표방하였으며, 처음 이름은
"Blockbuster"로 지어졌으나 이후 Block B로 개명되었다. Block B의 멤버 중 랩을 담당한 Zico와 박경은 특히 뛰어난 랩 실력으로 Block B의 데뷔에 앞서 수많은 피처링으로 팬들의 관심과 호평을 받았으며, Zico는 솔로 믹스테입을 발표, 씬의 기대주로 떠오르기도 하였다. 수차례 멤버 수정을 거친 Block B는 2011년 4월 7인조로 첫 번째 싱글을 발표하였다.

### STARDOM으로서의 재출발
2011년 9월, Verbal Jint의 새 앨범이 나올 즈음, Rhymer를 비롯한 몇몇 아티스트가 Brand New Music이란 레이블로 다시 한 번 파생되어 나와 사실상 Brand New Stardom은 조PD 단독 운영 레이블이 되었다. 이 과정에 대해 조PD는 2013년 한 인터뷰에서 "프로듀서들을 보면 제가 그다지 안 좋아하는 음악들이 있었다"며 "처음에는 그래도 과외 활동이다 생각하며 괜찮게 생각했었는데, 제가 그때 완전히 꽂혀있었던 블락비(Block B)를 10월에 출시하려고 했었는데, 다른 음악 때문에 4월까지 밀리게 되는 것을 보며 분리를 결심하였다"라고 밝혔다. 당시 Brand New Stardom의 주력 활동 멤버는 Block B와 EvoL이었으며, 건축 중인 사옥으로의 이전을 앞두고 회사명을 STARDOM으로 개명하였다. 이는 과거 조PD의 시작점이 되었던 레이블 Stardom을 잇겠다는 조PD의 의지가 반영된 것으로 보인다.
2013년 들어 스타덤은 Block B와의 법정 분쟁에 휘말리면서 한바탕 진통을 겪었지만, 몇 달 간에 걸친 협상과 화해 끝에 좋게 마무리되었다. 현재 스타덤 엔터테인먼트에서 13인조 보이 그룹 "Topp Dogg"이 데뷔를 마쳤다.2015년 2월 5일에는 대중음악 작곡가인 윤일상과 전속계약을 체결, 프로페셔널한 음악 레이블로 거듭날 준비를 끝마쳤다.

### 후너스에 따른 STARDOM의 합병 해체
2015년에 스타덤이 재정문제에 따라 후너스의 인수 계획에 의한 합병체결이 되었다는 경제 불황 사태를 되알렸다고 한다.

## 단체 앨범
- 2010년 8월 10일 《Brand New Stardom vol.1 - 꿈꾸는 자를 위한 시》 디지털 싱글

## 역대 멤버
- 조PD
- EvoL - Say, Jucy, J-Da, 율, 하야나
- Topp Dogg - P군, 제니씨, 상도, 호준, 한솔, 제로, 비주, 낙타, 야노, 아톰
- The Note
- 윤일상
- Rhymer
- Bizniz
- 태혜영 (前 Miss $)
- Verbal Jint
- Skull
- Swings
- B.N.R. - 허인창, MasterKey
- Keeproots
- Assbrass
- 원영헌
- 동네형 aka Trendy Boy
- A-Man
- Miss $ - JACE, 강민희, 태혜영, 오유미
- 정슬기

## 이슈

### Block B 전속계약 정지 신청 사건
2013년 1월 4일 Block B는 소속사인 스타덤을 상대로 전속계약 효력을 정지해달라는 가처분 신청을 서울중앙지법에 제기하였다. 이들의 주장은 "활동을 시작한 2011년 4월부터 1년간 약정서에 따른 정산의무를 한번도 이행한 적이 없고 지난해 4월 수익금 중 일부만 정산하기 시작했다" "전 대표는 제작비 홍보비 명목으로 7000만원에 이르는 돈을 받아 챙긴 뒤 잠적했다" "소속사는 적절한 교육 기회와 장소를 제공하지 않았다" "멤버 개인 비용으로 식비와 차비 뿐만 아니라 연습실과 숙소의 보증금을 마련했고 외국에 나가 공연이나 인터뷰를 할 때도 매니저 등의 도움을 받지 못했다" 등이었다. 스타덤 측은 곧바로 수익금을 모두 정산해 지급하였으며, 2011년 4월부터 10월까지는 수익이 발생하지 않았고, 정산 주기 역시 기존 1개월에서 3개월로 멤버들의 부모님 방문 동의 하에 변경하였다고 반박하면서, 멤버들을 선동하고 조장하고 있는 배후 세력이 존재하고 있음을 확인하였다고 밝혔다. Block B 측에서도 물러서지 않고 이 주장에 대한 반박을 내놓으며 "진실은 법원에서 가려질 것"이라는 입장을 밝혀 사건은 오리무중에 빠졌다. 3월, 스타덤 측은 Block B 활동에 든 비용과 수익을 상세하고 구체적으로 밝히는 초강수를 두어 다시 한 번 Block B의 입장을 반박하였다.
이후 6월 Block B가 가처분 신청 기각을 한 후 스타덤과 꾸준한 대화와 협상을 통해 갈등 해소와 활동 재개의 방법을 모색했고, 8월에 이르러서야 새 소속사 세븐시즌스에서 "지난 1월 소속사 스타덤을 상대로 전속계약 효력 정지 가처분을 신청하며 갈등을 빚었던 블락비가 마침내 소속사와 합의했다"라고 밝히면서 8개월만에 소속사와의 합의를 도출하고 활동 재개 소식을 알렸다. 양측 합의에 따라 스타덤은 새롭게 설립된 매니지먼트사인 세븐시즌스와 약 2개월간 조건과 컨디션 등을 조율해 왔으며 블락비 멤버들의 전속권을 세븐시즌스에 이양했다.

## 같이 보기
- Future Flow - 조PD가 Stardom 이전에 운영하였던 레이블
- 세븐시즌스